# 13기 기성전
13기 기성전은  한국기원이 주관하고 세계일보가 주최하고 현대자동차가 후원하는 한국기원 소속 전문기사로 참가한 국내 기전이다. 도전 5번기 에서는 기성 이창호 九단이 도전자 목진석 六단을 3:2으로 타이틀을 방어하며 10연패와 통산 10회 우승을 차지했다.

## 출전 기사 명단
- 기성 : 이창호 九단(전기 12기 우승자,13기 우승자)
- 본선 시드 : 유창혁 九단(전기 12기 준우승자, 이세돌 三단, 양재호 九단, 목진석 六단
- 예선 통과 : 조한승 五단, 안영길 四단, 루이나이웨이 九단, 김성룡 七단, 류재형 五단, 백성호 九단, 안달훈 四단, 윤성현 七단, 윤현석 六단, 이성재 六단, 이용수 三단, 최규병 九단

## 도전 5번기
| 결승전 |                     |   |  |  |  |  |
|        |                     |   |  |  |  |  |
|        |                     |   |  |  |  |  |
|        | 이창호 九단(기성)   | 3 |  |  |  |  |
|        | 목진석 六단(도전자) | 2 |  |  |  |  |

## 대국 결과
| 대진             | 연도   | 대국일자  | 승자        | 패자        | 결과             | 기보 |
| ---------------- | ------ | --------- | ----------- | ----------- | ---------------- | ---- |
| 도전자결정전 1국 | 2001년 | 11월 5일  | 목진석 六단 | 이세돌 三단 | 248수 백 불계승  |      |
| 도전자결정전 2국 | 2001년 | 11월 13일 | 목진석 六단 | 이세돌 三단 | 197수 흑 불계승  |      |
| 도전자결정전 3국 | 2001년 | 11월 일   |             |             |                  |      |
| 결승 1국         | 2002년 | 1월 4일   | 목진석 六단 | 이창호 九단 | 197수 흑 불계승  |      |
| 결승 2국         | 2002년 | 1월 25일  | 이창호 九단 | 목진석 六단 | 145수 흑 불계승  |      |
| 결승 3국         | 2002년 | 2월 23일  | 목진석 六단 | 이창호 九단 | 225수 흑 불계승  |      |
| 결승 4국         | 2002년 | 3월 4일   | 이창호 九단 | 목진석 六단 | 135수 흑 불계승  |      |
| 결승 5국         | 2002년 | 3월 28일  | 이창호 九단 | 목진석 六단 | 258수 흑 2집반승 |      |

## 특이 사항
1. ↑  공배 메운 270수